# المسرح الأوروبي للحرب العالمية الثانية

صورة متحركة لمسرح العمليات الأوروبي خلال الحرب العالمية الثانية. (يمكنكم مطالعة تطور القتال على الجبهة الأوروبية من يوليو 1943 وحتى أغسطس 1945 من هنا)

المسرح الأوروبي للحرب العالمية الثانية والتي شملت مساحات شاسعة من الأراضي في أوروبا شهدت مراحل متعددة من القتال العنيف بدءا من غزو بولندا على يد القوات الألمانية في 1 سبتمبر 1939 وحتى نهاية الحرب والاستسلام الألماني غير المشروط في 8 مايو 1945 (نهاية الحرب الأوروبية)، حيث قاتلت قوات الحلفاء نظيرتها التابعة لدول المحور في ثلاثة مسارح فرعية؛ على الجبهة الشرقية والجبهة الغربية علاوة على المسرح المتوسطي.

## نهاية الحرب في أوروبا
طالع أيضا نهاية الحرب الأوروبية، عيد النصر على النازية، الجبهة الغربية (الحرب العالمية الثانية).